# Ca la Paula (Sant Feliu Sasserra)
Ca la Paula és una casa de Sant Feliu Sasserra (Bages) protegida com a Bé Cultural d'Interès Local.

## Descripció
Edifici situat a la cantonada entre la Plaça Major i el carrer Balmes. Es tracta d'una construcció de tres altures, planta baixa, primer pis i golfes, amb els paraments de carreus força regulars. Destaca la seva sobrietat i la reduïda presència d'obertures, tot i que hi ha una finestra interessant, en la façana que dona al carrer Balmes. Es tracta de la finestra del primer pis, amb llinda dividida i en forma d'arc mixtilini tapiat amb maó. A banda i banda, les línies d'imposta apareixen decorades amb uns petits relleus florals. Tota la finestra és emmarcada per carreus de pedra. La coberta superior és un embigat de fusta i cobert de teula.